# 보은 법주사 철솥
보은 법주사 철솥(報恩 法住寺 鐵鑊)은 충청북도 보은군, 법주사에 있는 통일신라의 유물이다. 2004년 8월 31일 대한민국의 보물 제1413호로 지정되었다.

## 개요
큰 사발(大鉢)의 형상을 한 법주사 철확은 높이 1.2m, 지름 2.7m, 둘레 10.8m, 두께 10∼3cm의 거대한 크기로, 상부의 외반된 전이 달린 구연부는 둥글게 처리하였고 기벽(器壁)의 두께는 3∼5cm 정도이며 무게는 약 20여톤으로 추정된다.
비교적 단순한 구조에 몸체에는 아무런 문양이나 기록이 주조되지 않아 제조연대·제작자 및 제조 방법 등을 알 수 없지만, 용해온도가 청동보다 훨씬 높은 주철로 주조된 대형의 주물솥이라는 점에서 기술사적 측면에서 매우 귀중한 자료이다.
법주사의 사세(寺勢)가 가장 융성했던 시기에 제작되었을 것으로 보이는 이 철확은 국내에 전하는 사례가 매우 희귀할 뿐만 아니라 거의 완벽한 조형상태를 유지하고 있다.

## 같이 보기
- 법주사

## 참고 자료
- 보은 법주사 철솥 - 국가유산청 국가유산포털